# الأسبوع الأخضر العالمي
الأسبوع الأخضر الوطني، هي حملة سنوية ابتدأتها مؤسسة التعليم الأخضر (GEF) والتي تنطلق خلال الأسبوع الأول من شهر فبراير وتستمر حتى نهاية شهر أبريل. يتم تشجيع المدارس والمجموعات على اغتنام هذه الفرصة لقضاء بعض الوقت مع الطلاب في مناقشة مواضيع الاستدامة واستكشاف الطرق التي يمكن ان تحدث فرقًا. يختار المشاركون أحد موضوعات الاستدامة الستة لمرفق البيئة العالمية ليكون موضوع الأسبوع الأخضر، ويتضمن كل برنامج دروس وأنشطة ومراجعات ومسابقات مجانية. تشمل البرامج المجانية التي تحمل موضوع الاستدامة I Ride Green وتحدي الطاقة الخضراء وتحدي الإبهام الأخضر وتحدي المياه المستدامة وتحدي الحد من النفايات وبرنامج المباني الخضراء، وفي عام ٢٠١٣ تم رعاية الأسبوع الأخضر الوطني من قبل مؤسسة Sprint.
تقول (فكتوريا ووترز) الرئيسة ومؤسسة التعليم الأخضر: «من خلال المشاركة في الأسبوع الأخضر الوطني سيتعلم الطلا بأن القرارات البسيطة مثل اختيار الوجبات الخفيفة والمشروبات الخالية من النفايات بإمكانها أن تحارب المشاكل البيئية الضخمة». تضيف ووترز: «الأطفال في أفضل وضع يمكنهم فيه التأثير على مستقبل بيئتنا من خلال تطوير السلوكيات الخضراء التي تصبح عادات مدى الحياة».
مؤسسة التعليم الأخضر (GEF) هي منظمة غير ربحية ملتزمة بخلق مستقبل مستدام من خلال التعليم، ويوفر تعليم الاستدامة للمعلمين نماذج التعلم التطبيقي الواقعية التي تربط تعليم العلوم والتكنلوجيا والرياضيات بالشواغل الإنسانية الأوسع للنظم البيئية والاقتصادية والاجتماعية، وتوفر مؤسسة التعليم الأخضر المناهج والموارد للطلاب والمدرسين K-12 في جميع أنحاء العالم بهدف تحديهم للتفكير بشكل كلي ونقدي حول الإهتمامات والحلول البيئية العالمية.
تم وضع تصور الأسبوع الأخضر الوطني بناءًا على نتائج تجربة مدرسة فيشر الخضراء، مدينة والبول في ولاية ماساتشوستس من شهر يونيو عام ٢٠٠٨، أول تجربة لمدرسة خضراء على الإطلاق لمرفق البيئة العالمية في حدث خاص في مدرسة فيشر الابتدائية في شمال مدينة والبول من ولاية ماساتشوستس، وتم تقديم البرنامج التعليمي للطلاب وأعضاء هيئة التدريس بتاريخ ٣ يونيو ٢٠٠٨ وحث على تبني عادات «خضراء» بسيطة لتقليل هدر الفصول الدراسية بنسبة ٥٠ بالمائة.
باستخدام عبوات IXG Green Packs الجديدة والتي تتضمن: قار، رة ماء قابلة لإعادة الاستخدام، وشرب الترمس، وحافظة للوجبات الخفيفة، وقميص قطني عضوي، وحقيبة تسوق قابلة لإعادة الاستخدام، ومنظف فرشاة الزجاجة وإدخال تعليمي، أتيحت الفرصة لطلاب مدرسة فيشر الابتدائية لتجربة مدى تأثير هذه العادات البسيطة، وفي الواقع تجاوزت جهودهم بكثير هدف التجربة وهو تقليل هدر الفصول الدراسية بنسبة مذهلة تبلغ ٧٠ بالمائة. وتم تقليل النفايات المدرسية الإجمالية المجمعة بنسبة ٥٣ بالمائة بشكل مثير للإعجاب. تم تشغيل طيار اضافي في ديسمبر في عام ٢٠٠٨، في مدرسة وايماوث سيتش الإبتدائية (Weymouth Seach) من مدينة وايماوث في ولاية ماساتشوستش.
الأسبوع الأخضر الوطني لعام ٢٠٠٩ جندت مؤسسة التعليم الأخضر ٢٠٠٠ مدرسة ما يقارب من نصف مليون طالب في جميع أنحاء البلاد. شارك أكثر من ٢٥٠ ألفًا في تحدي الوجبات الخفيفة الخالية من النفايات، مما أدى بشكل فعال إلى القضاء على أكثر من مئة ألف رطل من القمامة. بما في ذلك مليون طالب، والذي وفقًا لتلفاز WCVB سيقللون من النفايات التي تذهب إلى مكبات القمامة بمقدار ٢ مليون رطل في الأسبوع الأخضر الوطني الأول، وبحلول نهاية الأسبوع الأخضر الوطني لعام ٢٠٠٩ شارك ما مجموعه أكثر من ٥٠٠.٠٠٠ طفل في ٩٠٠ مدرسة عبر ٤٨ ولاية للحد من النفايات وتعزيز الاستدامة

## مدارس الأسبوع الأخضر التجريبية الوطنية

### تجربة مدرسة فيشر جرين
أجرى طلاب مدرسة فيشر الابتدائية في والبول، ماساتشوستس تجربة عن القمامة، ولمدة أسبوعين قاموا بجمع ووزن القمامة بما في ذلك علب العصير واغطية الوجبات الخفيفة. جمعت المدرسة ٤٥٠ رطلًا من النفايات في اليوم الواحد ومن ثم حصلوا على «حقيبة خضراء» التي كانت بحد ذاتها حقيبة تسوق قابلة لإعادة الاستخدام وتتضمن قارورة ماء وحافظات للوجبات الخفيفة قابلة لإعادة الاستخدام. لقد تمكنوا من تقليل القمامة بنسبة ٧٠٪ باستخدام «الحزم الخضراء»، سجلت المعلمة (ليسا جراسو) في الصف الثالث بالتحديد أقل من أونصة من القمامة في أسبوعين.

### أسبوع ويليام سيتش الأخضر
مثل الطلاب في مدرسة فيشر الابتدائية، قام الطلاب في مدرسة ويليام سيتش الابتدائية في ويموث، ماساتشوستس بوزن نفاياتهم، وجمعت المدرسة المكونة من ٣٧٠ طالبًا ٢٥ رطلًا من النفايات في اليوم الواحد، وبعد تلقيهم الحزم الخضراء قاموا بتقليل نفاياتهم بنسبة ٨٦٪ إلى ٣.٤ رطل من النفايات في اليوم الواحد. تم تشجيع موظفي المدينة أيضًا على تقليل النفايات من قبل عمدة مدينة وايمور (سو كي). «يقوم هذا العمل بضم الأباء، يتدخلون نوعًا ما في إعداد وجبات الغداء، وإذا أرينا موظفينا بأن الأطفال يقومون بالمشاركة فلماذا لا يمكننا فعل ذلك ايضًا؟».

## روابط خارجية
- National Green Week
- Green Education Foundation
- IXG